# إميل سليم
إميل سليم (بالإندونيسية: Emil Salim؛ بالملايوية: Emil Salim) هو اقتصادي إندونيسي وماليزي، ولد في 8 يونيو 1930 في سومطرة الجنوبية في إندونيسيا.

## وصلات خارجية
- إميل سليم على موقع مونزينجر (الألمانية)